# 1835
Portal Geschichte | Portal Biografien | Aktuelle Ereignisse | Jahreskalender | Tagesartikel

◄ |
18. Jahrhundert |
19. Jahrhundert
| 20. Jahrhundert | ►

◄ |
1800er |
1810er |
1820er |
1830er
| 1840er | 1850er | 1860er | ►

◄◄ |
◄ |
1831 |
1832 |
1833 |
1834 |
1835
| 1836 | 1837 | 1838 | 1839 | ► | ►►
Staatsoberhäupter · Wahlen · Nekrolog   · Musikjahr
| Januar | Januar | Januar | Januar | Januar | Januar | Januar | Januar |
| Kw     | Mo     | Di     | Mi     | Do     | Fr     | Sa     | So     |
| ------ | ------ | ------ | ------ | ------ | ------ | ------ | ------ |
| 1      |        |        |        | 1      | 2      | 3      | 4      |
| 2      | 5      | 6      | 7      | 8      | 9      | 10     | 11     |
| 3      | 12     | 13     | 14     | 15     | 16     | 17     | 18     |
| 4      | 19     | 20     | 21     | 22     | 23     | 24     | 25     |
| 5      | 26     | 27     | 28     | 29     | 30     | 31     |        |

| Februar | Februar | Februar | Februar | Februar | Februar | Februar | Februar |
| Kw      | Mo      | Di      | Mi      | Do      | Fr      | Sa      | So      |
| ------- | ------- | ------- | ------- | ------- | ------- | ------- | ------- |
| 5       |         |         |         |         |         |         | 1       |
| 6       | 2       | 3       | 4       | 5       | 6       | 7       | 8       |
| 7       | 9       | 10      | 11      | 12      | 13      | 14      | 15      |
| 8       | 16      | 17      | 18      | 19      | 20      | 21      | 22      |
| 9       | 23      | 24      | 25      | 26      | 27      | 28      |         |

| März | März | März | März | März | März | März | März |
| Kw   | Mo   | Di   | Mi   | Do   | Fr   | Sa   | So   |
| ---- | ---- | ---- | ---- | ---- | ---- | ---- | ---- |
| 9    |      |      |      |      |      |      | 1    |
| 10   | 2    | 3    | 4    | 5    | 6    | 7    | 8    |
| 11   | 9    | 10   | 11   | 12   | 13   | 14   | 15   |
| 12   | 16   | 17   | 18   | 19   | 20   | 21   | 22   |
| 13   | 23   | 24   | 25   | 26   | 27   | 28   | 29   |
| 14   | 30   | 31   |      |      |      |      |      |

| April | April | April | April | April | April | April | April |
| Kw    | Mo    | Di    | Mi    | Do    | Fr    | Sa    | So    |
| ----- | ----- | ----- | ----- | ----- | ----- | ----- | ----- |
| 14    |       |       | 1     | 2     | 3     | 4     | 5     |
| 15    | 6     | 7     | 8     | 9     | 10    | 11    | 12    |
| 16    | 13    | 14    | 15    | 16    | 17    | 18    | 19    |
| 17    | 20    | 21    | 22    | 23    | 24    | 25    | 26    |
| 18    | 27    | 28    | 29    | 30    |       |       |       |

| Mai | Mai | Mai | Mai | Mai | Mai | Mai | Mai |
| Kw  | Mo  | Di  | Mi  | Do  | Fr  | Sa  | So  |
| --- | --- | --- | --- | --- | --- | --- | --- |
| 18  |     |     |     |     | 1   | 2   | 3   |
| 19  | 4   | 5   | 6   | 7   | 8   | 9   | 10  |
| 20  | 11  | 12  | 13  | 14  | 15  | 16  | 17  |
| 21  | 18  | 19  | 20  | 21  | 22  | 23  | 24  |
| 22  | 25  | 26  | 27  | 28  | 29  | 30  | 31  |

| Juni | Juni | Juni | Juni | Juni | Juni | Juni | Juni |
| Kw   | Mo   | Di   | Mi   | Do   | Fr   | Sa   | So   |
| ---- | ---- | ---- | ---- | ---- | ---- | ---- | ---- |
| 23   | 1    | 2    | 3    | 4    | 5    | 6    | 7    |
| 24   | 8    | 9    | 10   | 11   | 12   | 13   | 14   |
| 25   | 15   | 16   | 17   | 18   | 19   | 20   | 21   |
| 26   | 22   | 23   | 24   | 25   | 26   | 27   | 28   |
| 27   | 29   | 30   |      |      |      |      |      |

| Juli | Juli | Juli | Juli | Juli | Juli | Juli | Juli |
| Kw   | Mo   | Di   | Mi   | Do   | Fr   | Sa   | So   |
| ---- | ---- | ---- | ---- | ---- | ---- | ---- | ---- |
| 27   |      |      | 1    | 2    | 3    | 4    | 5    |
| 28   | 6    | 7    | 8    | 9    | 10   | 11   | 12   |
| 29   | 13   | 14   | 15   | 16   | 17   | 18   | 19   |
| 30   | 20   | 21   | 22   | 23   | 24   | 25   | 26   |
| 31   | 27   | 28   | 29   | 30   | 31   |      |      |

| August | August | August | August | August | August | August | August |
| Kw     | Mo     | Di     | Mi     | Do     | Fr     | Sa     | So     |
| ------ | ------ | ------ | ------ | ------ | ------ | ------ | ------ |
| 31     |        |        |        |        |        | 1      | 2      |
| 32     | 3      | 4      | 5      | 6      | 7      | 8      | 9      |
| 33     | 10     | 11     | 12     | 13     | 14     | 15     | 16     |
| 34     | 17     | 18     | 19     | 20     | 21     | 22     | 23     |
| 35     | 24     | 25     | 26     | 27     | 28     | 29     | 30     |
| 36     | 31     |        |        |        |        |        |        |

| September | September | September | September | September | September | September | September |
| Kw        | Mo        | Di        | Mi        | Do        | Fr        | Sa        | So        |
| --------- | --------- | --------- | --------- | --------- | --------- | --------- | --------- |
| 36        |           | 1         | 2         | 3         | 4         | 5         | 6         |
| 37        | 7         | 8         | 9         | 10        | 11        | 12        | 13        |
| 38        | 14        | 15        | 16        | 17        | 18        | 19        | 20        |
| 39        | 21        | 22        | 23        | 24        | 25        | 26        | 27        |
| 40        | 28        | 29        | 30        |           |           |           |           |

| Oktober | Oktober | Oktober | Oktober | Oktober | Oktober | Oktober | Oktober |
| Kw      | Mo      | Di      | Mi      | Do      | Fr      | Sa      | So      |
| ------- | ------- | ------- | ------- | ------- | ------- | ------- | ------- |
| 40      |         |         |         | 1       | 2       | 3       | 4       |
| 41      | 5       | 6       | 7       | 8       | 9       | 10      | 11      |
| 42      | 12      | 13      | 14      | 15      | 16      | 17      | 18      |
| 43      | 19      | 20      | 21      | 22      | 23      | 24      | 25      |
| 44      | 26      | 27      | 28      | 29      | 30      | 31      |         |

| November | November | November | November | November | November | November | November |
| Kw       | Mo       | Di       | Mi       | Do       | Fr       | Sa       | So       |
| -------- | -------- | -------- | -------- | -------- | -------- | -------- | -------- |
| 44       |          |          |          |          |          |          | 1        |
| 45       | 2        | 3        | 4        | 5        | 6        | 7        | 8        |
| 46       | 9        | 10       | 11       | 12       | 13       | 14       | 15       |
| 47       | 16       | 17       | 18       | 19       | 20       | 21       | 22       |
| 48       | 23       | 24       | 25       | 26       | 27       | 28       | 29       |
| 49       | 30       |          |          |          |          |          |          |

| Dezember | Dezember | Dezember | Dezember | Dezember | Dezember | Dezember | Dezember |
| Kw       | Mo       | Di       | Mi       | Do       | Fr       | Sa       | So       |
| -------- | -------- | -------- | -------- | -------- | -------- | -------- | -------- |
| 49       |          | 1        | 2        | 3        | 4        | 5        | 6        |
| 50       | 7        | 8        | 9        | 10       | 11       | 12       | 13       |
| 51       | 14       | 15       | 16       | 17       | 18       | 19       | 20       |
| 52       | 21       | 22       | 23       | 24       | 25       | 26       | 27       |
| 53       | 28       | 29       | 30       | 31       |          |          |          |

| Januar | Januar | Januar | Januar | Januar | Januar | Januar | Januar |
| Kw     | Mo     | Di     | Mi     | Do     | Fr     | Sa     | So     |
| ------ | ------ | ------ | ------ | ------ | ------ | ------ | ------ |
| 1      |        |        |        | 1      | 2      | 3      | 4      |
| 2      | 5      | 6      | 7      | 8      | 9      | 10     | 11     |
| 3      | 12     | 13     | 14     | 15     | 16     | 17     | 18     |
| 4      | 19     | 20     | 21     | 22     | 23     | 24     | 25     |
| 5      | 26     | 27     | 28     | 29     | 30     | 31     |        |

| Februar | Februar | Februar | Februar | Februar | Februar | Februar | Februar |
| Kw      | Mo      | Di      | Mi      | Do      | Fr      | Sa      | So      |
| ------- | ------- | ------- | ------- | ------- | ------- | ------- | ------- |
| 5       |         |         |         |         |         |         | 1       |
| 6       | 2       | 3       | 4       | 5       | 6       | 7       | 8       |
| 7       | 9       | 10      | 11      | 12      | 13      | 14      | 15      |
| 8       | 16      | 17      | 18      | 19      | 20      | 21      | 22      |
| 9       | 23      | 24      | 25      | 26      | 27      | 28      |         |

| März | März | März | März | März | März | März | März |
| Kw   | Mo   | Di   | Mi   | Do   | Fr   | Sa   | So   |
| ---- | ---- | ---- | ---- | ---- | ---- | ---- | ---- |
| 9    |      |      |      |      |      |      | 1    |
| 10   | 2    | 3    | 4    | 5    | 6    | 7    | 8    |
| 11   | 9    | 10   | 11   | 12   | 13   | 14   | 15   |
| 12   | 16   | 17   | 18   | 19   | 20   | 21   | 22   |
| 13   | 23   | 24   | 25   | 26   | 27   | 28   | 29   |
| 14   | 30   | 31   |      |      |      |      |      |

| April | April | April | April | April | April | April | April |
| Kw    | Mo    | Di    | Mi    | Do    | Fr    | Sa    | So    |
| ----- | ----- | ----- | ----- | ----- | ----- | ----- | ----- |
| 14    |       |       | 1     | 2     | 3     | 4     | 5     |
| 15    | 6     | 7     | 8     | 9     | 10    | 11    | 12    |
| 16    | 13    | 14    | 15    | 16    | 17    | 18    | 19    |
| 17    | 20    | 21    | 22    | 23    | 24    | 25    | 26    |
| 18    | 27    | 28    | 29    | 30    |       |       |       |

| Mai | Mai | Mai | Mai | Mai | Mai | Mai | Mai |
| Kw  | Mo  | Di  | Mi  | Do  | Fr  | Sa  | So  |
| --- | --- | --- | --- | --- | --- | --- | --- |
| 18  |     |     |     |     | 1   | 2   | 3   |
| 19  | 4   | 5   | 6   | 7   | 8   | 9   | 10  |
| 20  | 11  | 12  | 13  | 14  | 15  | 16  | 17  |
| 21  | 18  | 19  | 20  | 21  | 22  | 23  | 24  |
| 22  | 25  | 26  | 27  | 28  | 29  | 30  | 31  |

| Juni | Juni | Juni | Juni | Juni | Juni | Juni | Juni |
| Kw   | Mo   | Di   | Mi   | Do   | Fr   | Sa   | So   |
| ---- | ---- | ---- | ---- | ---- | ---- | ---- | ---- |
| 23   | 1    | 2    | 3    | 4    | 5    | 6    | 7    |
| 24   | 8    | 9    | 10   | 11   | 12   | 13   | 14   |
| 25   | 15   | 16   | 17   | 18   | 19   | 20   | 21   |
| 26   | 22   | 23   | 24   | 25   | 26   | 27   | 28   |
| 27   | 29   | 30   |      |      |      |      |      |

| Juli | Juli | Juli | Juli | Juli | Juli | Juli | Juli |
| Kw   | Mo   | Di   | Mi   | Do   | Fr   | Sa   | So   |
| ---- | ---- | ---- | ---- | ---- | ---- | ---- | ---- |
| 27   |      |      | 1    | 2    | 3    | 4    | 5    |
| 28   | 6    | 7    | 8    | 9    | 10   | 11   | 12   |
| 29   | 13   | 14   | 15   | 16   | 17   | 18   | 19   |
| 30   | 20   | 21   | 22   | 23   | 24   | 25   | 26   |
| 31   | 27   | 28   | 29   | 30   | 31   |      |      |

| August | August | August | August | August | August | August | August |
| Kw     | Mo     | Di     | Mi     | Do     | Fr     | Sa     | So     |
| ------ | ------ | ------ | ------ | ------ | ------ | ------ | ------ |
| 31     |        |        |        |        |        | 1      | 2      |
| 32     | 3      | 4      | 5      | 6      | 7      | 8      | 9      |
| 33     | 10     | 11     | 12     | 13     | 14     | 15     | 16     |
| 34     | 17     | 18     | 19     | 20     | 21     | 22     | 23     |
| 35     | 24     | 25     | 26     | 27     | 28     | 29     | 30     |
| 36     | 31     |        |        |        |        |        |        |

| September | September | September | September | September | September | September | September |
| Kw        | Mo        | Di        | Mi        | Do        | Fr        | Sa        | So        |
| --------- | --------- | --------- | --------- | --------- | --------- | --------- | --------- |
| 36        |           | 1         | 2         | 3         | 4         | 5         | 6         |
| 37        | 7         | 8         | 9         | 10        | 11        | 12        | 13        |
| 38        | 14        | 15        | 16        | 17        | 18        | 19        | 20        |
| 39        | 21        | 22        | 23        | 24        | 25        | 26        | 27        |
| 40        | 28        | 29        | 30        |           |           |           |           |

| Oktober | Oktober | Oktober | Oktober | Oktober | Oktober | Oktober | Oktober |
| Kw      | Mo      | Di      | Mi      | Do      | Fr      | Sa      | So      |
| ------- | ------- | ------- | ------- | ------- | ------- | ------- | ------- |
| 40      |         |         |         | 1       | 2       | 3       | 4       |
| 41      | 5       | 6       | 7       | 8       | 9       | 10      | 11      |
| 42      | 12      | 13      | 14      | 15      | 16      | 17      | 18      |
| 43      | 19      | 20      | 21      | 22      | 23      | 24      | 25      |
| 44      | 26      | 27      | 28      | 29      | 30      | 31      |         |

| November | November | November | November | November | November | November | November |
| Kw       | Mo       | Di       | Mi       | Do       | Fr       | Sa       | So       |
| -------- | -------- | -------- | -------- | -------- | -------- | -------- | -------- |
| 44       |          |          |          |          |          |          | 1        |
| 45       | 2        | 3        | 4        | 5        | 6        | 7        | 8        |
| 46       | 9        | 10       | 11       | 12       | 13       | 14       | 15       |
| 47       | 16       | 17       | 18       | 19       | 20       | 21       | 22       |
| 48       | 23       | 24       | 25       | 26       | 27       | 28       | 29       |
| 49       | 30       |          |          |          |          |          |          |

| Dezember | Dezember | Dezember | Dezember | Dezember | Dezember | Dezember | Dezember |
| Kw       | Mo       | Di       | Mi       | Do       | Fr       | Sa       | So       |
| -------- | -------- | -------- | -------- | -------- | -------- | -------- | -------- |
| 49       |          | 1        | 2        | 3        | 4        | 5        | 6        |
| 50       | 7        | 8        | 9        | 10       | 11       | 12       | 13       |
| 51       | 14       | 15       | 16       | 17       | 18       | 19       | 20       |
| 52       | 21       | 22       | 23       | 24       | 25       | 26       | 27       |
| 53       | 28       | 29       | 30       | 31       |          |          |          |

## Ereignisse

### Politik und Weltgeschehen

#### Frankreich
- 28. Juli: Am Jahrestag der Julirevolution verübt Joseph Fieschi mit Mitverschworenen ein Attentat auf Frankreichs König Louis-Philippe I. mittels einer Höllenmaschine. Der Regent wird dabei leicht verletzt, doch 12 Personen aus seinem Gefolge sterben. Weitere Tote und Verletzte gibt es in den Zuschauerreihen auf dem Pariser Boulevard du Temple.
- 9. September: Im Frankreich der Julimonarchie führen die Septembergesetze zur Wiedereinführung der Zensur für die Presse und höheren Strafandrohungen für Journalisten. Das Bekenntnis zur Republik wird verboten.
- Der Bund der Geächteten wird in Paris unter Führung von Jacob Venedey und Theodor Schuster gegründet.

#### Weitere Ereignisse in Europa

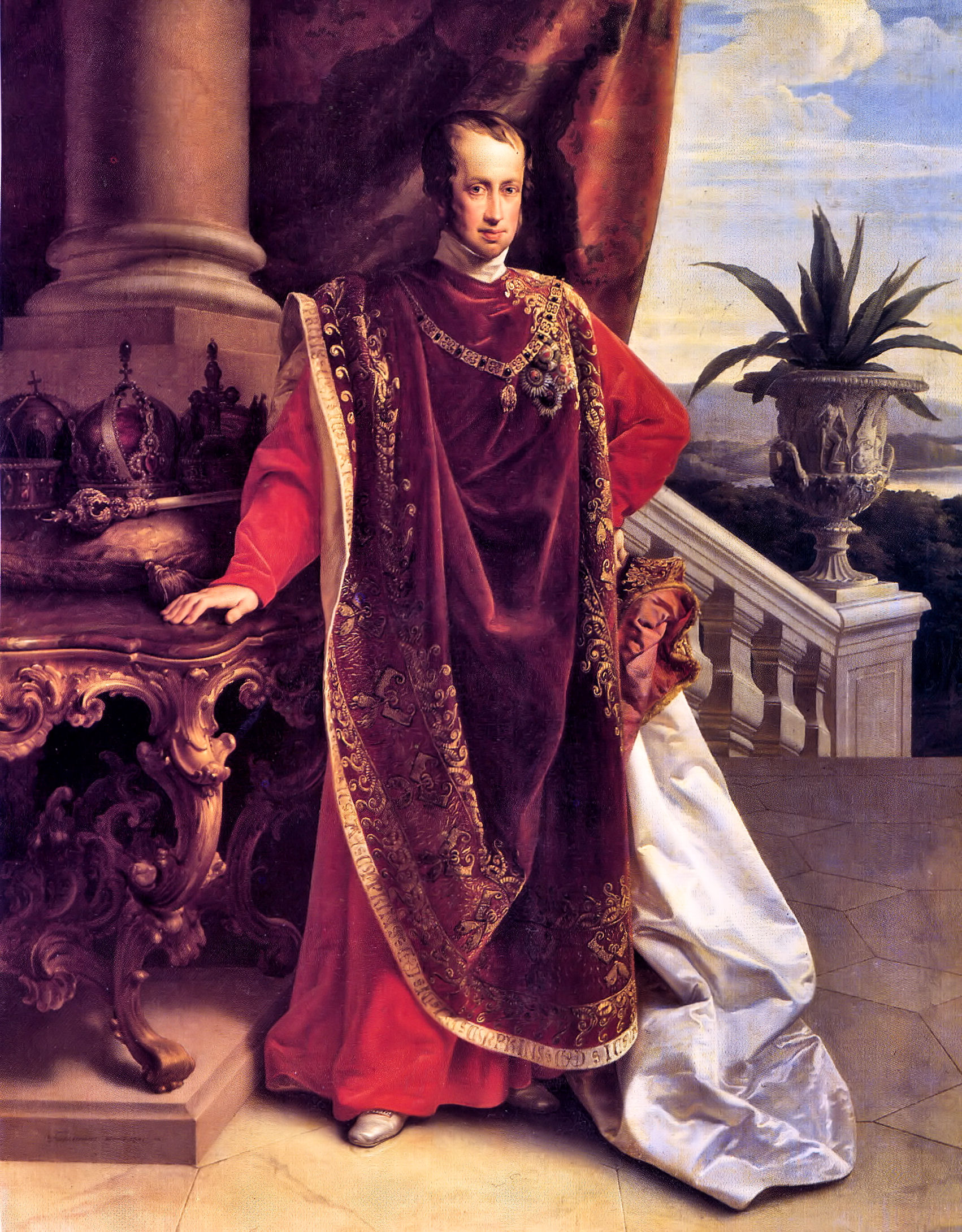
Kaiser Ferdinand I. von Österreich

- 2. März: Nach dem Tod Franz I. folgt ihm sein behinderter Sohn Ferdinand I. unter einem Regentschaftsrat als Kaiser von Österreich.
- 3. August: Die sogenannte Feuerwerksrevolution in Berlin bricht aus.
- Verbot der literarischen Bewegung Junges Deutschland und deren Schriften durch den Frankfurter Bundestag

#### Amerika
- 30. Januar: Das Attentat auf US-Präsident Andrew Jackson ist das erste auf einen Präsidenten der Vereinigten Staaten.
- 19. September: In der südbrasilianischen Provinz Rio Grande do Sul beginnt die Farrapen-Revolution.
- 24. November: Die texanische Regierung gestaltet die 1823 von Stephen F. Austin gegründeten Texas Rangers zur regulären staatlichen Organisation um und unterstellt sie der texanischen Armee.
- 9. Dezember: San Antonio wird von Truppen der bald darauf ausgerufenen Republik Texas im Aufstand gegen das mexikanische Regime von Antonio López de Santa Anna erobert.
- Der US-Bundesstaat Ohio und das Michigan-Territorium führen den sogenannten Toledo-Krieg um die Stadt Toledo, die schließlich vom Kongress der Vereinigten Staaten Ohio zugesprochen wird. Michigan erhält als Ausgleich die Obere Halbinsel.

#### Australien und Ozeanien
- 30. August: Das heutige Melbourne entsteht aus einem Lager, das Siedler aus Tasmanien in der Bucht Port Phillip anlegen. Ihr aufgehaltener Initiator der Besiedlung, John Pascoe Fawkner, kommt mit dem zweiten Siedlertransport im Oktober an.
- 28. Oktober: In Waitangi unterzeichnen 31 Oberhäupter der Māori, die sich im Vorjahr zu den United Tribes of New Zealand zusammengeschlossen haben, die Unabhängigkeitserklärung Neuseelands.

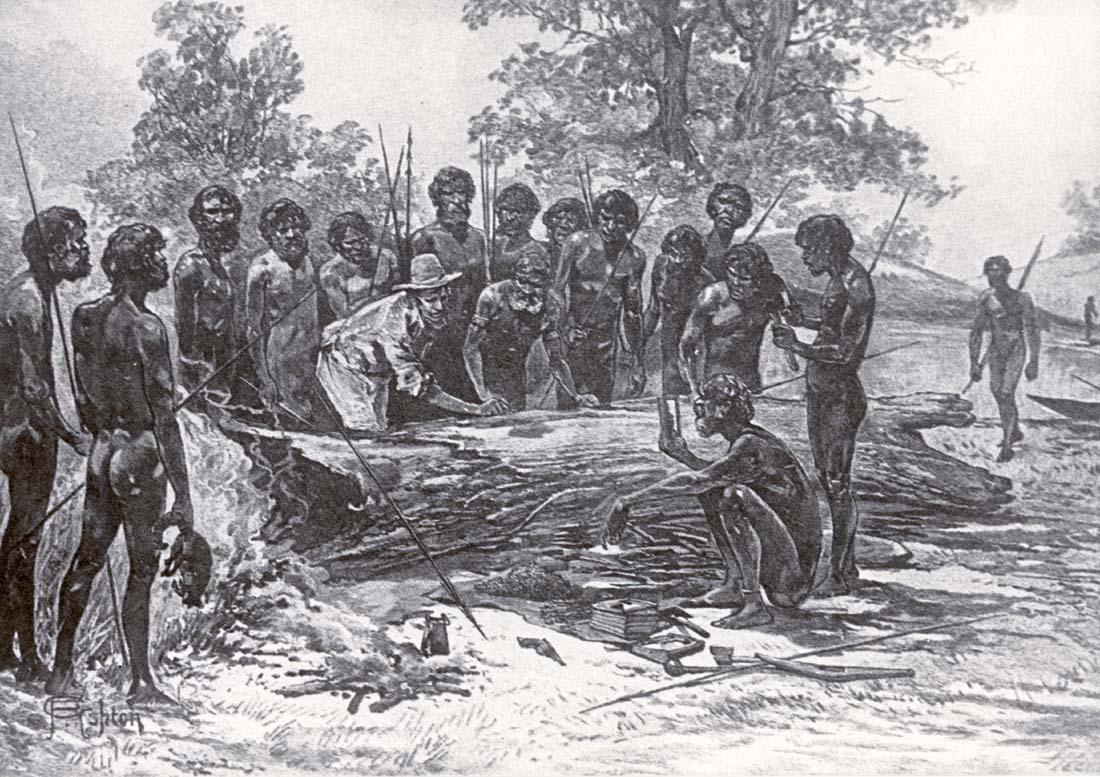
Vertragsunterzeichnung nach einer Zeichnung um 1880

- Der australische Farmer und Geschäftsmann John Batman schließt mit einer Gruppe von „Stammesältesten“ der Wurundjeri-Aborigines Batman’s Treaty über eine Pacht von Land um die Port Phillip Bay, nahe der heutigen Stadt Melbourne. Der Vertrag stellt das einzige Dokument dar, in dem europäische Siedler ihre Anwesenheit und Besetzung von Land der Aborigines verhandeln. Der Vertrag wird später durch den Gouverneur von New South Wales, Richard Bourke, für ungültig erklärt, da die britische Krone das Eigentum an ganz Australien beansprucht.

#### Afrika
- In Südafrika beginnen die Buren, die sogenannten Voortrekker ihren Großen Treck über den Oranje-Fluss.

### Wirtschaft

#### Unternehmensgründungen
- Nachdem am 6. Mai der Bau einer Eisenbahnstrecke von Leipzig nach Dresden per kursächsischem Regierungsdekret genehmigt worden ist, wird am 22. Mai die Leipzig-Dresdner Eisenbahn-Compagnie durch zwölf Leipziger Bürger als private Aktiengesellschaft gegründet. Gründungsmitglieder sind unter anderem Albert Dufour-Féronce, Gustav Harkort, Carl Lampe und Wilhelm Theodor Seyfferth. Die Aktien der Gesellschaft werden innerhalb weniger Stunden vollständig gezeichnet, so dass ein Kapital von mehr als einer Million Thalern zur Verfügung steht.
- 28. Juni: Die Bayerische Hypotheken- und Wechselbank wird in München gegründet und ist damit älteste deutsche Hypothekenbank auf Aktien.
- 1. Juli: Carl Bertelsmann gründet in Gütersloh den C. Bertelsmann Verlag mit angeschlossener Druckerei, aus dem später der Medienkonzern Bertelsmann entsteht.

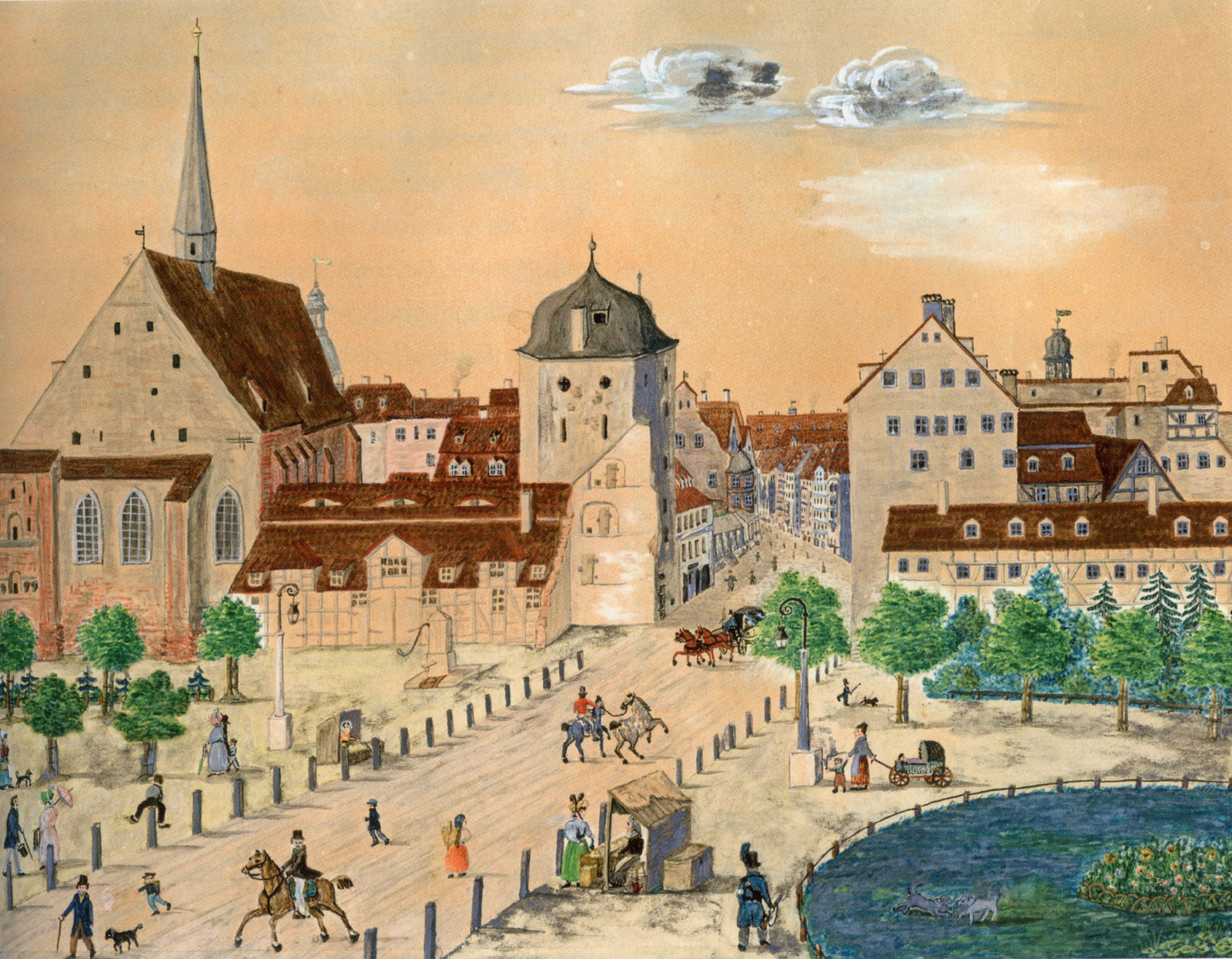
Der Augustusplatz 1835 vor der Errichtung des Cafés

- 3. Oktober: Der Zuckerbäcker Wilhelm Felsche eröffnet auf dem Augustusplatz in Leipzig das Café Français mit angeschlossenem Verkaufsraum. Der Name ist insofern Programm, als Felsche den Leipzigern das bieten möchte, was er bei seinem Pariser Aufenthalt in Cafés an Luxus erlebt hat. Er entwickelt das Café zu einem Kaffeehaus ersten Ranges, in dem die elegante Welt verkehrt, nicht aber Künstler und Literaten.
- 3. Oktober: Johann Sebastian Staedtler gründet in Nürnberg eine Fabrik, um holzgefasste Stifte, vornehmlich Bleistifte, herzustellen.
- 15. Oktober: Die Bayerische Hypotheken- und Wechselbank, ein Vorläuferinstitut der heutigen Unicredit Bank, beginnt ihre Geschäftstätigkeit in München.
- Agence France-Presse, die älteste internationale Nachrichtenagentur wird in Paris gegründet.

#### Sonstiges
- 14. August: Jacob Perkins erhält ein Patent auf die erste Äthereismaschine.
- 17. August: In der Schweiz wird das metrische System eingeführt, alte Maßeinheiten verschwinden.
- 7. Dezember: Die Ludwigseisenbahn, die erste deutsche Eisenbahnstrecke mit der regelmäßigen Nutzung der Dampfkraft für den Personenverkehr, wird nach mehrwöchigen Verschiebungen eröffnet.
- Die erste Gewerbeausstellung im Königreich Hannover wird durch den Gewerbeverein für das Königreich Hannover im Leineschloss veranstaltet. Die Ausstellung dient „sowohl zur Anregung und Förderung der Gewerbetreibenden wie auch als Leistungsschau des Handwerks und der aufkommenden Industrie.“

### Wissenschaft und Technik

#### Die Reise der HMS Beagle
- Am 20. Februar wird Charles Darwin Zeuge des schweren, dreiminütigen Erdbebens bei Valdivia (s. u.). Sechs Wochen später sehen er und Robert FitzRoy bei einem Ritt zur schwer zerstörten Stadt Concepción die Auswirkungen dieses Bebens. Als Darwin Anfang März die Insel Quiriquina bei Talcahuano untersucht, findet er maritimes Gestein, das infolge des Erdbebens um einige Fuß gehoben worden ist, worin er eine Bestätigung für die Theorien von Charles Lyell sieht, mit denen er sich während der Fahrt intensiv auseinandergesetzt hat. Bei einer zweiten Anden-Expedition im März und April entdeckt er, dass das weit von der Küste entfernte Gebirge hauptsächlich aus maritimer Lava besteht. Er findet fossile und versteinerte Bäume und beginnt, erste eigene geologische Theorien zu entwickeln. Bis zum Sommer unternimmt er zwei weitere Expeditionen, bei denen er Untersuchungen in den Anden durchführt.
- Nach den bis zum 7. September andauernden Vermessungsarbeiten vor Chile und Peru verlässt die Beagle die südamerikanische Westküste endgültig und bricht in Richtung Galápagos-Inseln auf.
- 15. September: Die Beagle mit dem Naturforscher Charles Darwin an Bord erreicht die Galápagos-Inseln.
- Am 18. September betritt Darwin auf San Cristóbal zum ersten Mal eine der zahlreichen Inseln. Die Vermessungsarbeiten dauern gut einen Monat. Darwin kann auf den Inseln Floreana, San Salvador sowie Isabela Untersuchungen vornehmen und Tier- und Pflanzenproben sammeln. Nicholas Lawson, der Direktor des Strafgefangenenlagers auf der Insel Floreana, macht ihn darauf aufmerksam, dass sich die auf den Galápagos-Inseln lebenden Schildkröten anhand ihrer Panzer bestimmten Inseln zuordnen ließen. Darwin schenkte zu diesem Zeitpunkt weder dieser Bemerkung noch den Galapagosfinken besonders viel Aufmerksamkeit.
- Am 20. Oktober bricht die HMS Beagle zur Durchquerung des Pazifischen Ozeans auf. Gut drei Wochen später wird das Atoll Puka-Puka im Tuamotu-Archipel gesichtet.
- Am Abend des 15. November wird Tahiti erreicht, wo das Schiff zehn Tage ankert. In Papeete treffen Darwin und FitzRoy mit der tahitianischen Königin Pomaré IV. zusammen.
- Während der Weiterfahrt nach Neuseeland vervollständigt Darwin seine Theorie über die Entstehung der Korallenriffe, die er bereits an der Westküste Südamerikas begonnen hat.
- Den zehntägigen Aufenthalt im Norden der neuseeländischen Nordinsel nutzt Darwin erneut zu Exkursionen in das Landesinnere. Er besucht die Missionare der Te Waimate Mission und untersuchte bei Kaikohe eigentümliche Formationen aus Kalkstein.

#### Archäologie

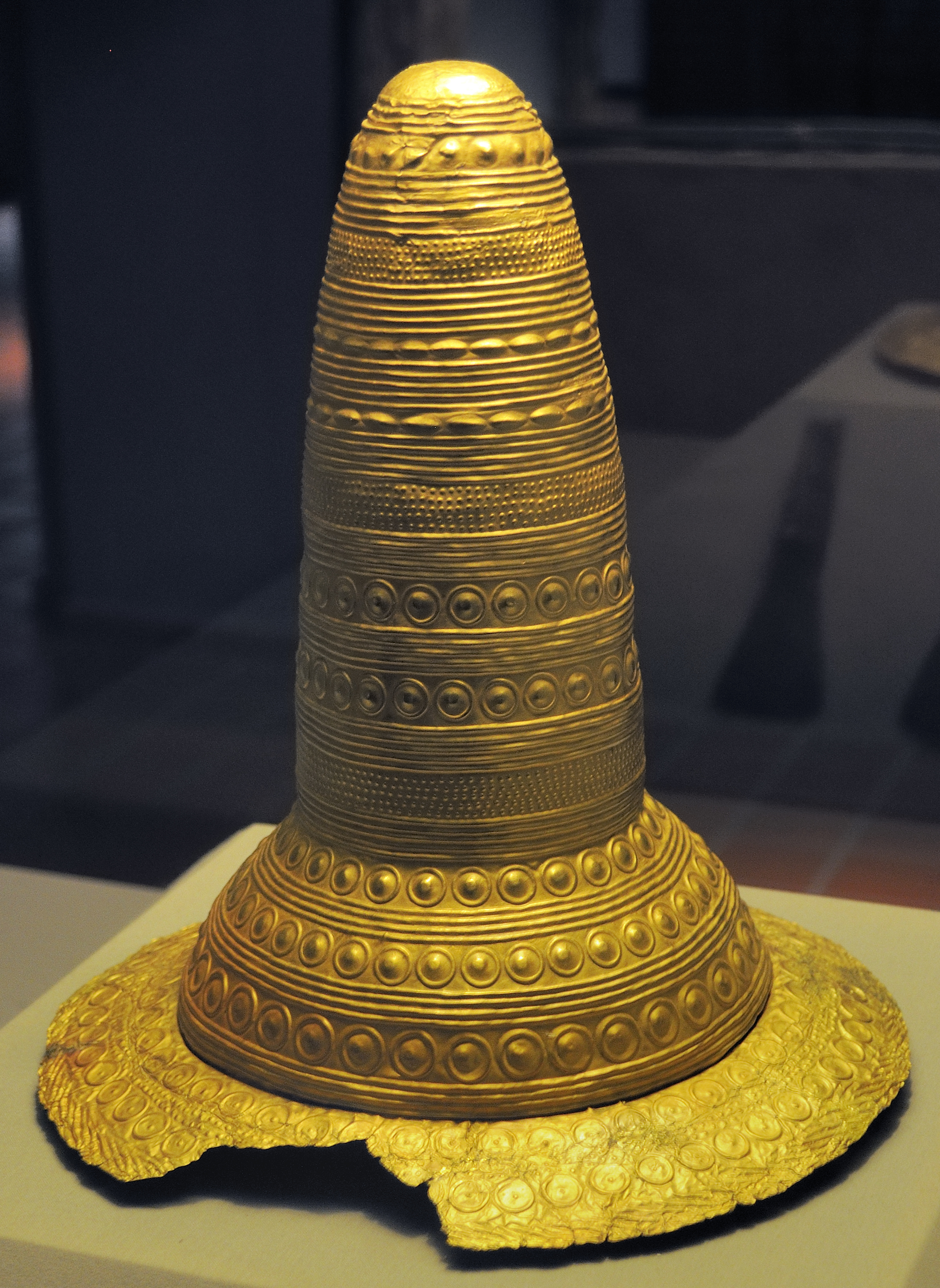
Goldener Hut von Schifferstadt

- 29. April: Bei Feldarbeiten wird bei Schifferstadt im Rhein-Pfalz-Kreis der Goldene Hut von Schifferstadt, einer von vier in Europa aufgefundenen bronzezeitlichen Goldhüten, entdeckt.
- Die ägyptische Regierung gründet den Service des Antiquités de l’Egypte, um die weitere Plünderung archäologischer Schätze sowohl durch einheimische wie auch fremde Schatzsucher zu verhindern.

#### Astronomie

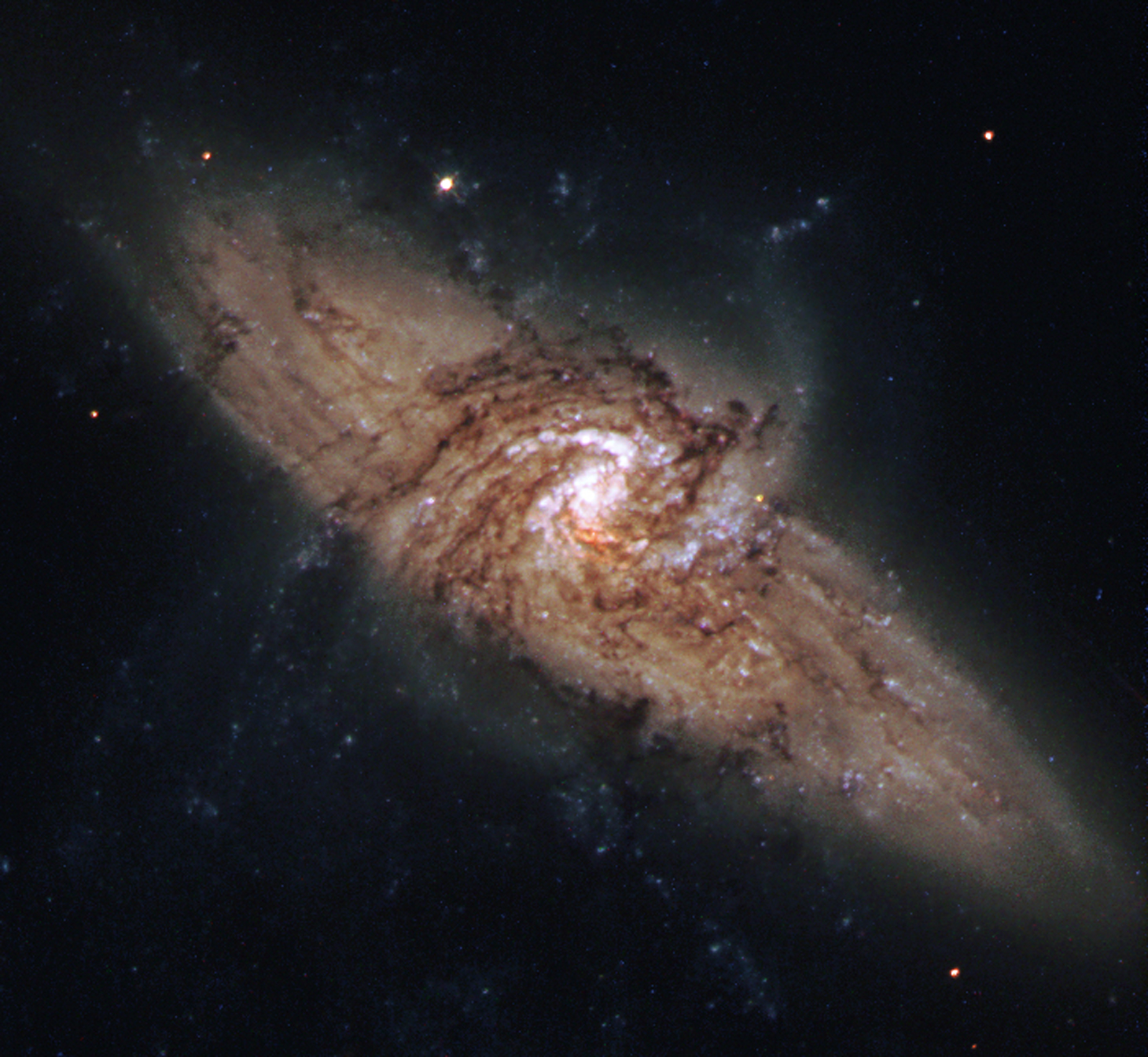
Wechselwirkende Galaxien NGC 3314

- 24. März: John Herschel bemerkt im Sternbild Wasserschlange die zwei wechselwirkenden Galaxien NGC 3314.
- 31. März: John Herschel sichtet im Sternbild Zentaur die Galaxie NGC 4976.
- 18. April: John Herschel wird im Sternbild Luftpumpe der Galaxie NGC 3268 gewahr.
- 21. April: John Herschel findet im Sternbild Zentaur die Galaxie NGC 5102.
- 22. Juli: Im Sternbild Inder bemerkt John Herschel die als NGC 7125 geführte Galaxie.
- 24. Juli: John Herschel entdeckt im Sternbild Inder die Galaxie mit der späteren Bezeichnung NGC 7123.
- 22. Oktober: John Herschel erblickt im Sternbild Chemischer Ofen die Galaxie mit der späteren Bezeichnung NGC 1399.
- 23. Oktober: John Herschel sieht als Erster im Sternbild Phönix die Galaxie NGC 324.
- 24. Oktober: John Herschel findet im Sternbild Pendeluhr die als NGC 1448 bezeichnete Galaxie.
- 11. November: Im Sternbild Walfisch entdeckt John Herschel die Galaxie NGC 45.
- 18. November: John Herschel wird im Sternbild Grabstichel der Galaxie NGC 1679 gewahr.
- 11. Dezember: John Herschel bemerkt im Sternbild Eridanus die Galaxie NGC 1300.

#### Verkehr
- 1. Januar: Das erste Bahnbetriebswerk Deutschlands wird eröffnet.
- 5. Mai: In Belgien wird die erste rein dampfbetriebene Eisenbahnlinie auf dem europäischen Kontinent zwischen Brüssel und Mechelen in Betrieb genommen.
- 7. Dezember: Die von Paul Camille von Denis erbaute Ludwigseisenbahn nimmt als erste dampfbetriebene Eisenbahn Deutschlands offiziell den Verkehr zwischen Nürnberg und Fürth auf, nachdem zuvor bereits Probefahrten mit der Lokomotive „Adler“ (LEG – Adler und Pfeil) unternommen worden sind. Lokführer ist der Engländer William Wilson.

#### Sonstiges
- 2. Januar: In der Kaufmannsstadt Gabrowo eröffnet der Mönch Neofit Rilski dank der Finanzierung von Wasil Aprilow, Nikolaj Palausow und weitere die erste bulgarische weltliche Schule im Osmanischen Reich, in der in Neubulgarische Sprache unterrichtet wurde.
- 25. Juli: Der Schotte James Bowman Lindsay führt in Dundee mittels einer Glühlampe erstmals öffentlich elektrisches Licht vor.
- In Kragujevac wird die erste bulgarische Grammatik in neubulgarischer Sprache von Neofit Rilski veröffentlicht.
- In Wien erfindet der Pädagoge Johann von Hermann einen Setzkasten als Unterrichtsmittel.

#### Bildende Kunst

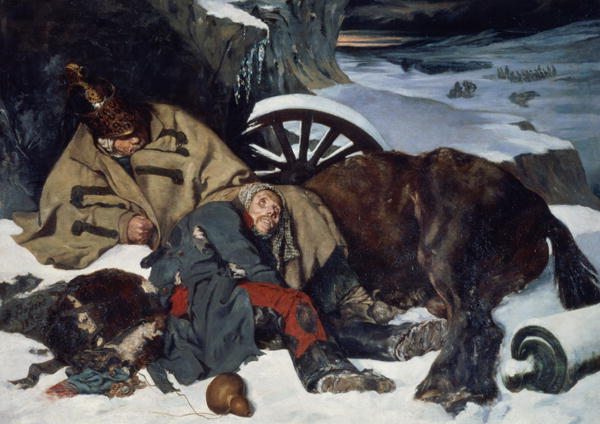
Joseph Ferdinand Boissard de Boisdenier: Episode de la Retraite de Russie

### Kultur

#### Musik und Theater
- 24. Januar: Am Théâtre-Italien in Paris erfolgt die Uraufführung der Oper I puritani (Die Puritaner) von Vincenzo Bellini mit dem Libretto von Carlo Pepoli nach der Komödie Têtes rondes et cavaliers, die ihrerseits auf Walter Scotts Roman Old Mortality beruht. Die Uraufführung wird zum letzten Triumph Bellinis, wozu auch die damals „unüberbietbare Besetzung“ mit Grisi, Rubini, Tamburini und Lablache ihren Beitrag leistet. Die italienische Erstaufführung findet an der Mailänder Scala statt, noch im gleichen Jahr erfolgt die deutsche Erstaufführung in Berlin.
- 23. Februar: In Paris erfolgt die Uraufführung der Oper La Juive (Die Jüdin) von Fromental Halévy mit dem Libretto von Eugène Scribe. Von Giuseppe Verdi ebenso geschätzt wie von Richard Wagner, wird die Oper zum Serienerfolg: Bis 1893 wird sie allein an der Pariser Oper 550 Mal aufgeführt.
- 22. April: Die Posse mit Gesang Eulenspiegel oder Schabernack über Schabernack von Johann Nestroy mit Wenzel Scholz in der Titelrolle wird am Theater an der Wien bei Wien uraufgeführt. Nestroys Stück hat den Till Eulenspiegel von Matthäus Stegmayer als Vorlage, dessen Text er zum Teil nahezu unverändert übernommen hat. Die Aufnahme bei Publikum und Kritik ist geteilt.
- 1. August: Frédéric Chopin erhält einen französischen Pass.
- 26. September: Am Teatro San Carlo in Neapel feiert die Oper Lucia di Lammermoor von Gaetano Donizetti bei ihrer Uraufführung mit Fanny Tacchinardi-Persiani und Gilbert Duprez in den Hauptrollen einen triumphalen Erfolg. Das Libretto stammt von Salvadore Cammarano nach dem Roman The Bride of Lammermoor von Walter Scott.
- 29. Oktober: Die Uraufführung der Oper The Siege of Rochelle von Michael William Balfe findet im Drury Lane Theatre in London statt.
- 16. Dezember: An der Opéra-Comique in Paris erfolgt die Uraufführung der komischen Oper L’éclair (Der Blitz) von Fromental Halévy.

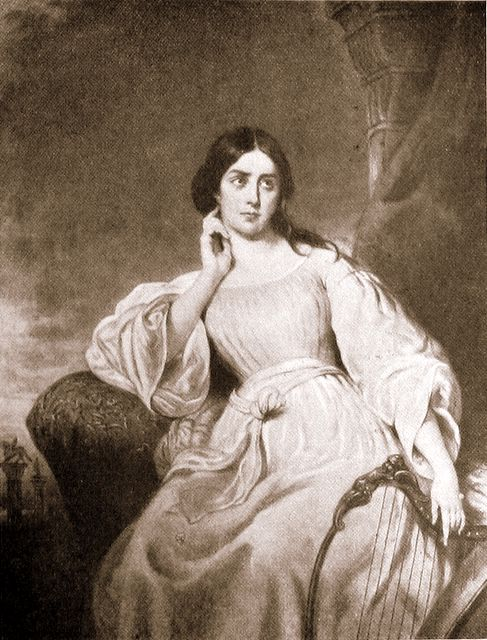
Maria Malibran

- 30. Dezember: Am Teatro alla Scala in Mailand wird Gaetano Donizettis lyrische Tragödie (Oper) Maria Stuarda nach dem Drama Maria Stuart von Friedrich Schiller im Original uraufgeführt. Maria Malibran singt die Titelrolle, ist jedoch indisponiert, was zum Misserfolg der Oper beiträgt, die erst 123 Jahre später wiederentdeckt wird.

### Gesellschaft
- 26. Januar: In Lissabon heiraten Königin Maria II. von Portugal und Auguste de Beauharnais. Die Ehe währt nur kurz, denn am 28. März wird der Gemahl Opfer einer Anginaerkrankung.
- 25. August: Die New York Sun veröffentlicht den ersten Artikel des Great Moon Hoax.
- 16. September: Die Zeitung New York Sun räumt ein, dass ihre die Auflage steigernde Artikelserie über sensationelle Entdeckungen des Astronomen Sir John Herschel auf dem Mond ein Schwindel war. Als Great Moon Hoax bereichert die Unwahrheit die Geschichte der Zeitung.

### Religion
- 17. Mai: In der Enzyklika Commissum divinitus „Über Kirche und Staat“ geht Papst Gregor XVI. schwerpunktmäßig auf die Situation in der Schweiz ein. Er verurteilt den Liberalismus und bezeichnet die Badener Artikel des Vorjahres als ketzerisch.
- Clemens August II. Droste zu Vischering wird Erzbischof von Köln.
- Gründung des Benediktinerklosters St. Bonifaz in München
- Die katholische Kirche nimmt das Werk De revolutionibus orbium coelestium von Nicolaus Copernicus vom Index der verbotenen Schriften.

### Katastrophen
- 20. Februar: Die Stadt Concepción in Chile wird bei einem Erdbeben vollständig zerstört. Weil sich das dreiminütige Beben um 11:30 Uhr ereignet, sind weniger als 100 Todesopfer in der Stadt zu beklagen. Insgesamt sterben durch die Naturgewalten aber etwa 5.000 Menschen, weil auch in 70 umliegenden Dörfern die Häuser einstürzen und ein nachfolgender Tsunami den Fischerhafen Talcahuano ins Meer spült.
- 16. Dezember: In Downtown New York bricht ein Großfeuer aus, das große Teile der Stadt in Schutt und Asche legt. Wegen der großen Kälte, die die meisten Wasserressourcen zum Frieren gebracht hat, ist eine Bekämpfung des Feuers nahezu unmöglich. Wie durch ein Wunder kommen bei der Katastrophe nur zwei Menschen ums Leben.

## Geboren

### Januar/Februar
- 03. Januar: Carl Goos, dänischer Jurist, Hochschullehrer, Kultusminister und Justizminister († 1917)
- 05. Januar: Richard Faltin, finnischer Komponist, Musikprofessor und Sammler finnischer Volksmusik († 1918)
- 06. Januar: Martin Kähler, deutscher protestantischer Theologe († 1912)
- 07. Januar: Charles Constantin, französischer Dirigent und Komponist († 1891)
- 07. Januar: Ernst Hoeltzer, deutscher Telegraphist und Fotograf († 1911)
- 10. Januar: Fukuzawa Yukichi, japanischer Gelehrter († 1901)
- 14. Januar: Ludwig Abel, deutscher Violinist und Komponist († 1895)
- 14. Januar: Marcelo Spínola y Maestre, Erzbischof von Seviila und Kardinal († 1906)
- 15. Januar: Konrad Adolf Hallenstein, deutscher Schauspieler († 1892)
- 17. Januar: Georg Horvatović, serbischer General († 1895)
- 18. Januar: César Cui, russischer Komponist und Musikkritiker († 1918)
- 24. Januar: Charles Kendall Adams, US-amerikanischer Historiker und Hochschullehrer († 1902)
- 27. Januar: Johannes Justus Rein, deutscher Geograph († 1918)
- 31. Januar: Lunalilo, König von Hawaii († 1874)

- 02. Februar: Carlos Céleo Arias López, Präsident von Honduras († 1890)
- 05. Februar: Friedrich August Theodor Winnecke, deutscher Astronom († 1897)
- 08. Februar: August Köhler, deutscher evangelischer Theologe und Hochschullehrer († 1897)
- 10. Februar: Victor Hensen, deutscher Physiologe und Meeresbiologe († 1924)
- 13. Februar: Mirza Ghulam Ahmad, Gründer der Ahmadiyya († 1908)
- 14. Februar: Louis Gallet, französischer Librettist und Schriftsteller († 1898)
- 15. Februar: Demetrius Vikelas, griechischer Sportfunktionär, erster Präsident des IOC († 1908)
- 16. Februar: Adolf von Donndorf, deutscher Bildhauer († 1916)
- 19. Februar: Henry R. Pease, US-amerikanischer Politiker († 1907)
- 20. Februar: Eleonore Fürstin von Reuß, deutsche Liederdichterin († 1903)
- 24. Februar: Julius Vogel, Premierminister von Neuseeland († 1899)
- 25. Februar: Christoph Theodor Aeby, Schweizer Anthropologe († 1885)
- 26. Februar: Richard Andree, deutscher Geograph und Ethnograph († 1912)
- 26. Februar: Adolphe Danhauser, französischer Komponist und Musikpädagoge († 1896)
- 27. Februar: Johannes Blumer-Egloff, Schweizer Textilunternehmer, Numismatiker und freisinniger Politiker († 1928)

### März/April
- 02. März: Hermann Jakob Dingelstad, deutscher römisch-katholischer Theologe und Bischof († 1911)
- 03. März: Isaac Burney Yeo, englischer Mediziner († 1914)
- 05. März: Otto Schwerdgeburth, deutscher Maler († 1866)
- 09. März: Willibald Arno von Arndt, preußischer General der Infanterie († 1902)
- 12. März: Gregorio María Aguirre y García, Erzbischof von Toledo und Kardinal († 1913)
- 12. März: Simon Newcomb, Astronom und Mathematiker († 1909)
- 13. März: Taruhito Arisugawa, japanischer Prinz († 1895)
- 14. März: Giovanni Schiaparelli, italienischer Astronom († 1910)
- 15. März: Eduard Strauß, österreichischer Komponist und Kapellmeister († 1916)
- 23. März: Nicolaus von Prittwitz, russischer Generalmajor à la suite († 1897)
- 23. März: Manuel Tapia, chilenischer Maler und Photograph († 1915)
- 24. März: Josef Stefan, österreichischer Mathematiker und Physiker († 1893)
- 25. März: Adolf Wagner, deutscher Ökonom († 1917)
- 31. März: Rudolf Gottfried Arndt, deutscher Psychiater und Hochschullehrer († 1900)
- 04. April: John Hughlings Jackson, englischer Neurologe († 1911)
- 08. April: Alberta von Maytner, österreichische Schriftstellerin († 1898)
- 08. April: Anna Schramm, deutsche Soubrette und Schauspielerin († 1916)

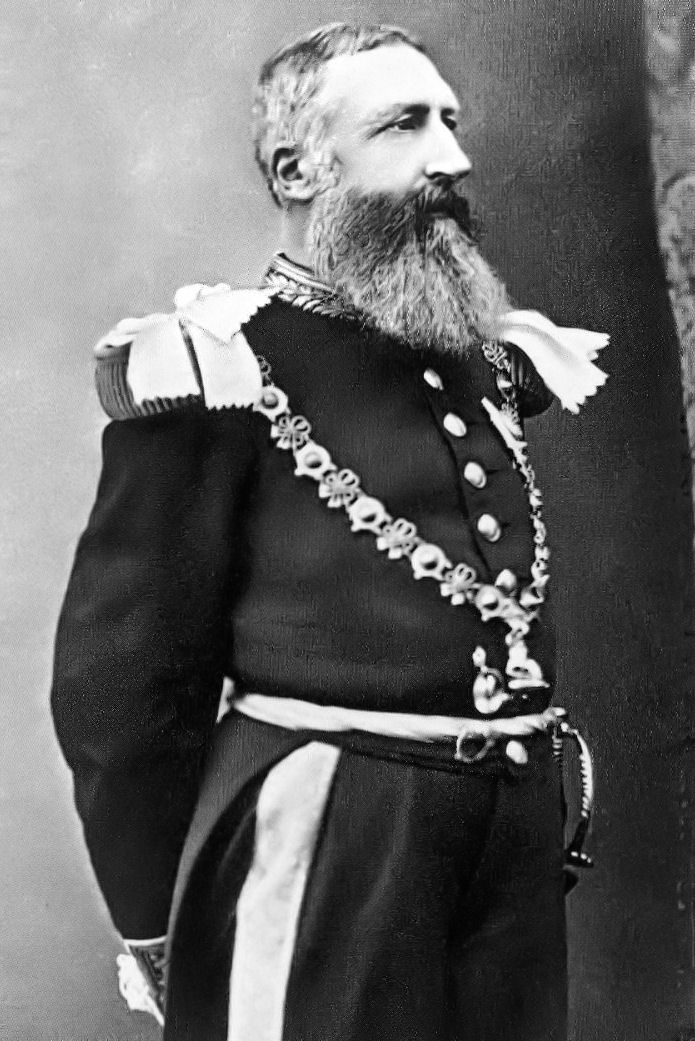
Leopold II.

- 09. April: Leopold II., belgischer König († 1909)
- 10. April: Heinrich Hilgard, amerikanischer Eisenbahnkönig († 1900)
- 18. April: Joseph Aumer, deutscher Orientalist und Bibliothekar († 1922)
- 19. April: Hermann Landois, deutscher Zoologieprofessor († 1905)
- 24. April: Albert von Holleben, preußischer General der Infanterie und Militärschriftsteller († 1906)
- 27. April: Gustav Hache, deutscher Politiker († 1886)
- 27. April: Thomas B. Ward, US-amerikanischer Politiker († 1892)
- 30. April: Franz Defregger, österreichischer Genre- und Historienmaler († 1921)

### Mai/Juni
- 02. Mai: John C. Heenan, US-amerikanischer Boxer in der Bare-knuckle-Ära († 1873)
- 05. Mai: Anton Hermann Albrecht, deutscher evangelischer Theologe und Dichter († 1906)
- 08. Mai: Augusta Jane Evans Wilson, US-amerikanische Schriftstellerin († 1909)
- 08. Mai: Ottmar Schmidt, deutscher Apotheker und Professor († 1903)
- 08. Mai: Bertalan Székely, ungarischer Maler († 1910)
- 10. Mai: Wilhelm von Blume, preußischer General († 1919)
- 11. Mai: Kārlis Baumanis, lettischer Komponist und Dichter († 1905)
- 12. Mai: Michail Nikolajewitsch Annenkow, russischer General († 1899)
- 14. Mai: Georg Christian von Lobkowitz, böhmischer Adeliger und Politiker († 1908)
- 15. Mai: Émile Léonard Mathieu, französischer Mathematiker († 1890)
- 19. Mai: Heinrich Feiten, deutscher Weihbischof († 1892)
- 19. Mai: Julius Krohn, finnischer Dichter, Folklorist und Literaturwissenschaftler († 1888)
- 24. Mai: Amédée Girod, Schweizer Jurist und Politiker († 1905)
- 27. Mai: Charles Francis Adams, Jr., US-amerikanischer Eisenbahnpräsident († 1915)
- 26. Mai: Edward Porter Alexander, Brigadegeneral des konföderierten Heeres im Amerikanischen Bürgerkrieg († 1910)
- 26. Mai: Richard Breslau, deutscher Politiker und Bürgermeister von Erfurt († 1897)
- 26. Mai: Carl Bruno Tröndlin, Politiker und Oberbürgermeister von Leipzig († 1908)
- 31. Mai: Johannes Karl Friedrich Hesekiel, deutscher evangelischer Theologe († 1918)

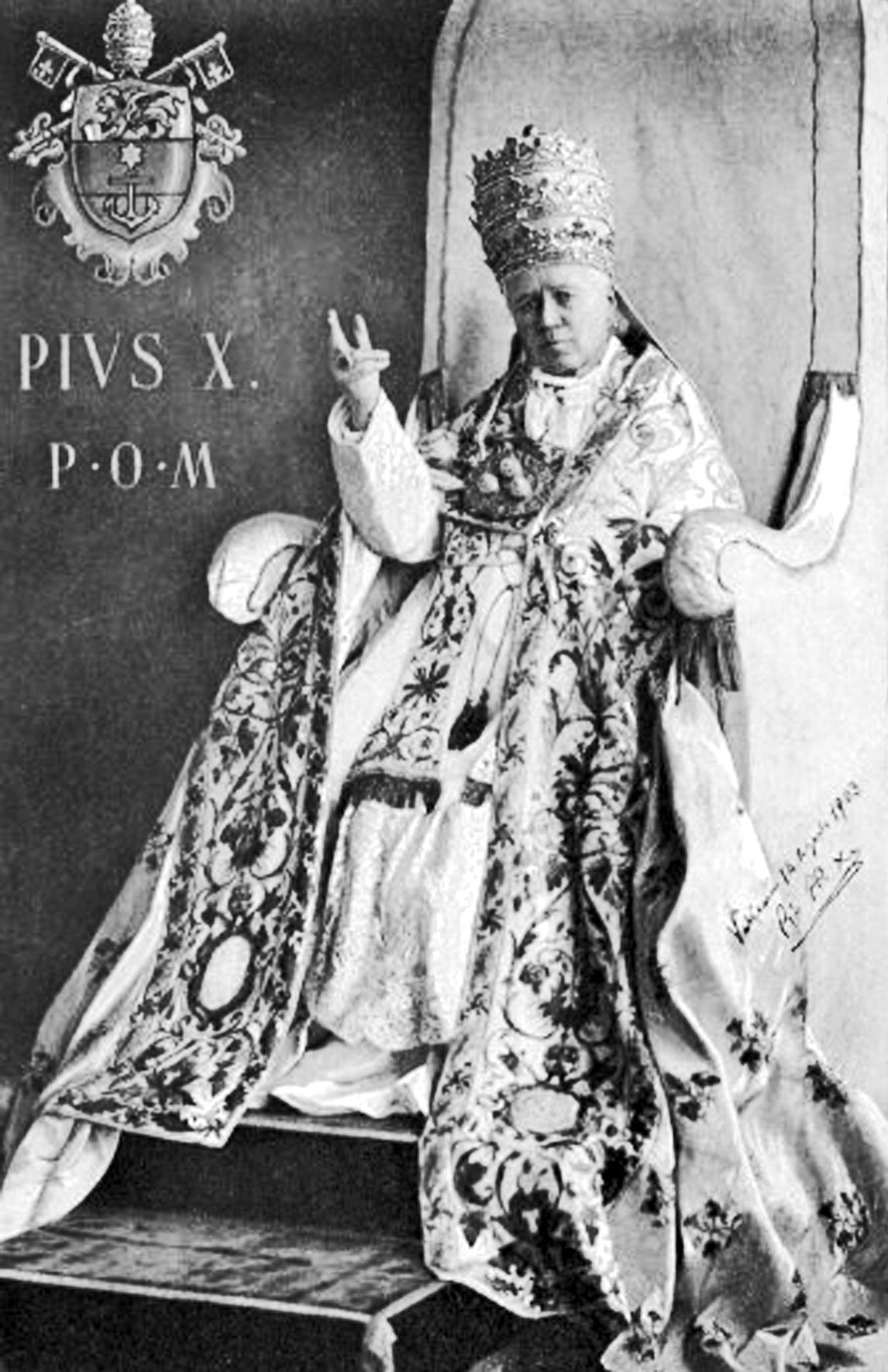
Papst Pius X.

- 02. Juni: Pius X. (Giuseppe Sarto), Papst († 1914)
- 06. Juni: Adolf Heyduk, tschechischer Dichter († 1923)
- 06. Juni: Peter Langen, deutscher Altphilologe († 1897)
- 09. Juni: Ramón Barros Luco, chilenischer Politiker († 1919)
- 10. Juni: Ferdinand IV., Großherzog von Toskana († 1908)
- 11. Juni: Désirée Artôt de Padilla, belgische Opernsängerin († 1907)
- 12. Juni: George Andreas Atzerodt, deutsch-US-amerikanischer Verschwörer († 1865)
- 14. Juni: Nikolai Rubinstein, russischer Komponist, Pianist und Dirigent († 1881)
- 14. Juni: Adolf Stern, deutscher Schriftsteller und Literaturhistoriker († 1907)
- 17. Juni: Eugène Borel, Schweizer Politiker († 1892)
- 22. Juni: Adolf Michaelis, deutscher Archäologe († 1910)
- 23. Juni: Helena Guerra, Selige, italienische Ordensfrau († 1914)
- 24. Juni: Carl Faulmann, deutscher Schriftsetzer, Privatgelehrter und Stenograph († 1894)
- 24. Juni: Ludwig Schwabe, deutscher Altphilologe und Archäologe († 1908)
- 24. Juni: Johannes Wislicenus, deutscher Chemiker († 1902)
- 28. Juni: John Young Brown, US-amerikanischer Politiker († 1904)

### Juli/August
- 01. Juli: Carl Friedrich Koepe, deutscher Pionier der Bergbautechnik († 1922)
- 03. Juli: Daniel Spitzer, österreichischer Autor († 1893)
- 07. Juli: Albert Baur, deutscher Maler († 1906)
- 07. Juli: Ignacy Maciejowski, polnischer Schriftsteller, Dramatiker und Literaturkritiker († 1901)
- 09. Juli: William J. Northen, US-amerikanischer Politiker († 1913)
- 10. Juli: Henryk Wieniawski, polnischer Violinist und Komponist († 1880)
- 11. Juli: Albert P. Morehouse, US-amerikanischer Politiker († 1891)
- 13. Juli: Franz Umpfenbach, deutscher Altphilologe († 1885)
- 20. Juli: William Ernest Powell Giles, australischer Forscher († 1897)
- 26. Juli: Moritz Alphons Stübel, deutscher Naturforscher († 1904)
- 27. Juli: Giosuè Carducci, italienischer Dichter und Redner († 1907)
- 28. Juli: Karl Moritz von Beurmann, deutscher Afrikareisender († 1863)
- 29. Juli: Charles Malo, französischer Orchesterleiter und Komponist († 1914)
- 30. Juli: August Freund, galizischer Chemiker († 1892)
- 01. August: Jacob Audorf, deutscher Dichter und Redakteur († 1898)
- 02. August: Elisha Gray, US-amerikanischer Lehrer, Erfinder und Unternehmer († 1901)
- 03. August: Johann Gebhard Lutz, Schweizer Jurist und Politiker († 1910)
- 05. August: Christian Wagner, deutscher Dichter († 1918)
- 06. August: Jewett William Adams, US-amerikanischer Politiker († 1920)
- 07. August: Allan James Foley, irischer Opernsänger (Bass) († 1899)
- 10. August: Rudolf Siemering, deutscher Bildhauer († 1905)
- 13. August: Emil Stoffella, österreichischer Internist († 1912)
- 16. August: James Wilson, US-amerikanischer Politiker († 1920)
- 19. August: Julius Arnold, deutscher Pathologe († 1915)
- 21. August: Hashimoto Gahō, japanischer Maler († 1908)
- 27. August: Reinhold Persius, deutscher Architekt († 1912)
- 28. August: John Attfield, englischer Chemiker († 1911)
- 29. August: Arnold Syfrig, Schweizer Unternehmer und Politiker († 1900)

### September/Oktober
- 01. September: William Stanley Jevons, englischer Ökonom († 1882)
- 02. September: Carl Heinrich Auspitz, österreichischer Dermatologe († 1886)
- 04. September: Leopold Grützmacher, deutscher Cellist und Komponist († 1900)
- 10. September: Donelson Caffery, US-amerikanischer Politiker († 1906)
- 11. September: William Wirt Allen, Brigadegeneral der Konföderierten Staaten von Amerika im Sezessionskrieg († 1894)
- 11. September: Siegmund Haber, deutscher Publizist und Schriftsteller († 1895)
- 15. September: Richard Olney, US-amerikanischer Politiker († 1917)
- 16. September: John G. McCullough, US-amerikanischer Politiker († 1915)
- 18. September: Johann Adam Krygell, dänischer Komponist und Organist († 1915)
- 19. September: Ethan A. Hitchcock, US-amerikanischer Politiker († 1909)
- 19. September: Richard Warner, US-amerikanischer Politiker († 1915)
- 20. September: Ferdinand Leopold Freiherr von Andrian-Werburg, österreichischer Geologe und Anthropologe († 1914)
- 20. September: Joseph Lewinsky, österreichischer Schauspieler († 1907)
- 22. September: Leopold von Hohenzollern-Sigmaringen, Sohn von Karl Anton Fürst zu Hohenzollern-Sigmaringen († 1905)
- 25. September: Friedrich Dettmer, deutscher Schauspieler, Sohn des Wilhelm Dettmer († 1880)
- 27. September: Max Strakosch, US-amerikanischer Opernimpresario († 1892)
- 01. Oktober: Robert Houston Anderson, Brigadegeneral der Konföderierten Staaten von Amerika im Sezessionskrieg  († 1888)
- 01. Oktober: Adam Politzer, österreichischer Mediziner († 1920)
- 02. Oktober: Louis-Antoine Ranvier, französischer Anatom († 1922)
- 03. Oktober: August Reifferscheid, deutscher Altphilologe († 1887)
- 07. Oktober: Felix Draeseke, deutscher Komponist († 1913)
- 08. Oktober: Christian Otto Mohr, deutscher Ingenieur und Statiker († 1918)
- 09. Oktober: Camille Saint-Saëns, französischer Pianist, Organist und Komponist († 1921)
- 11. Oktober: Ernst Sars, norwegischer Historiker († 1917)
- 13. Oktober: Pauline Louise Agnes, Fürstin von Reuß († 1886)
- 17. Oktober: Alexine Tinne, niederländische Entdeckerin und Afrikaforscherin († 1869)
- 19. Oktober: Joseph N. Dolph, US-amerikanischer Politiker († 1897)
- 22. Oktober: Johann Grill, deutscher Bergsteiger, Bergführer († 1917)
- 27. Oktober: Simon Jenko, slowenischer Dichter († 1869)
- 30. Oktober: Carlotta Patti, italienische Sopranistin († 1889)
- 31. Oktober: Adelbert Ames, US-amerikanischer General († 1933)

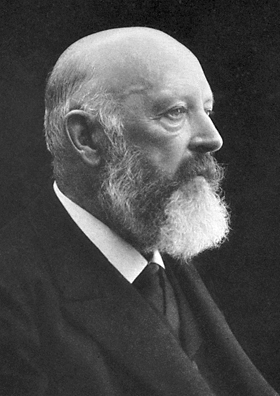
Adolf von Baeyer, 1905

- 31. Oktober: Adolf von Baeyer, deutscher Chemiker und Nobelpreisträger († 1917)
- 31. Oktober: Michele Saladino, italienischer Komponist und Musikpädagoge († 1912)

### November/Dezember
- 01. November: George Pomeroy Colley, britischer Generalmajor und Oberbefehlshaber im Ersten Burenkrieg († 1881)
- 05. November: Moritz Szeps, österreichischer Journalist und Zeitungsverleger († 1902)
- 06. November: Albert Bitzius, Schweizer protestantischer Theologe und Politiker († 1882)
- 06. November: Cesare Lombroso, italienischer Professor der gerichtlichen Medizin und Psychiatrie († 1909)
- 09. November: Davorin Jenko, slowenischer Komponist und Dirigent († 1914)
- 11. November: Louis-Martin de Courten, 22. Kommandant der Päpstlichen Schweizergarde († 1937)
- 11. November: Matthías Jochumsson, isländischer Dichter († 1920)
- 15. November: José Reyes, dominikanischer Komponist und Musiker († 1905)
- 16. November: Eugenio Beltrami, italienischer Mathematiker († 1900)
- 17. November: William Arnold Anthony, US-amerikanischer Physiker († 1908)
- 17. November: Andrew L. Harris, US-amerikanischer Politiker († 1915)
- 21. November: Walter W. Skeat, englischer Philologe († 1912)
- 22. November: Frank Crawford Armstrong, US-amerikanischer Brigadegeneral († 1909)
- 22. November: Josef Mocker, böhmischer Architekt und Restaurator († 1899)
- 24. November: Ferdinande von Brackel, westfälische Schriftstellerin († 1905)

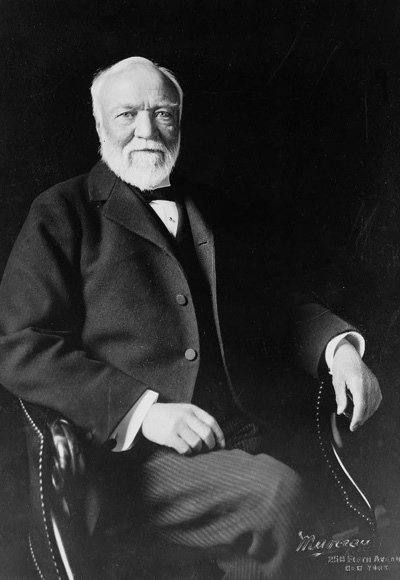
Andrew Carnegie

- 25. November: Andrew Carnegie, Industrieller, Stahlmagnat, damals reichster Mensch und Philanthrop († 1919)
- 25. November: Arthur Sewall, US-amerikanischer Unternehmer und Politiker († 1900)
- 28. November: Franz Xaver von Linsenmann, katholischer Moraltheologe und Bischof von Rottenburg († 1898)
- 29. November: Cixi, chinesische Kaiserwitwe der Qing-Dynastie († 1908)

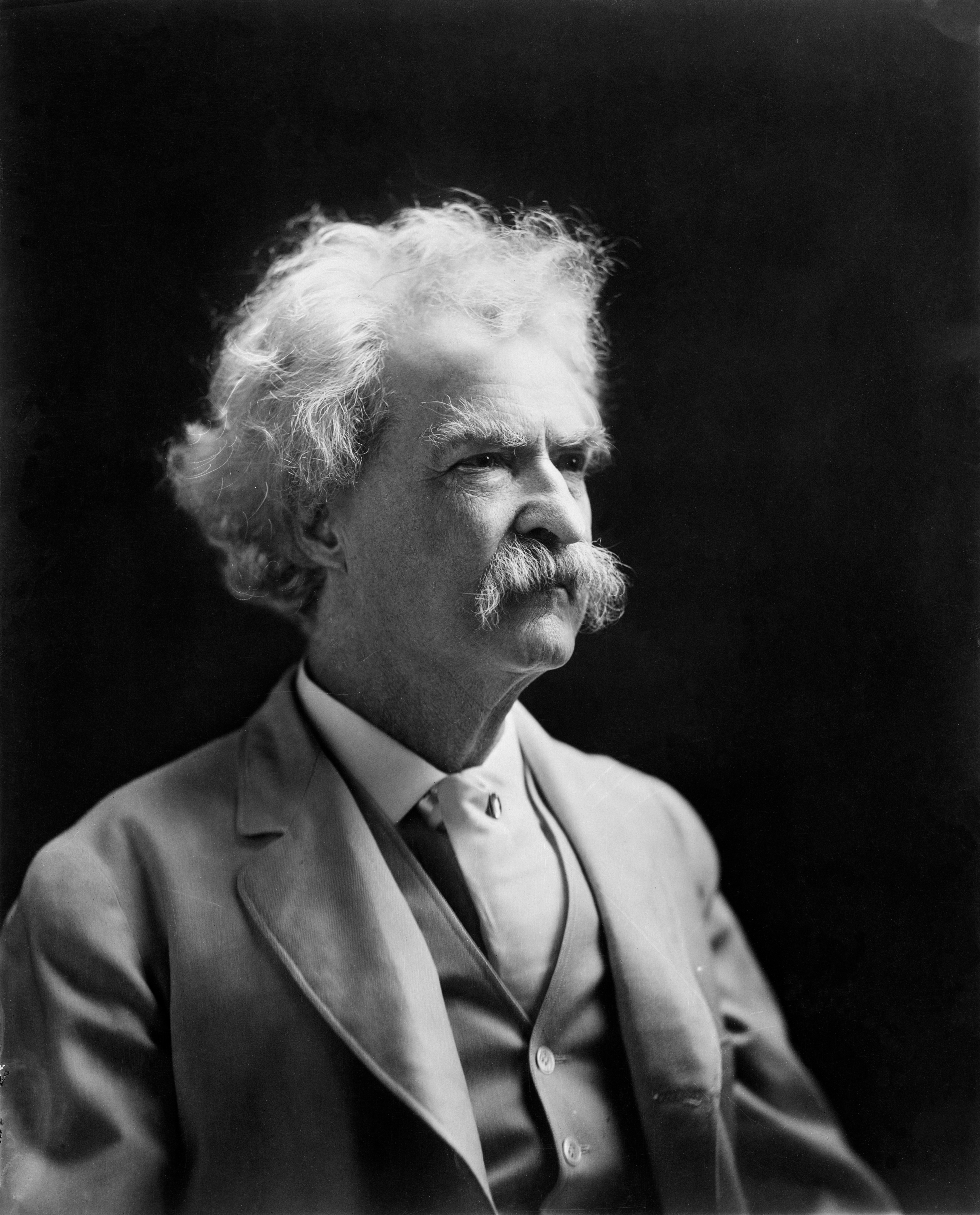
Mark Twain

- 30. November: Mark Twain, US-amerikanischer Schriftsteller († 1910)
- 01. Dezember: Martin Haller, Architekt und Stadtplaner († 1925)
- 01. Dezember: Micah Jenkins, US-amerikanischer Brigadegeneral der Südstaaten († 1864)
- 05. Dezember: Elisabeth Hetzel, Schweizer Schriftstellerin in Mundart († 1908)
- 06. Dezember: Rudolph Fittig, deutscher Chemiker († 1910)
- 06. Dezember: Dominikus Ringeisen, katholischer Theologe († 1904)
- 11. Dezember: Adolf Stoecker, deutscher evangelischer Theologe und Politiker († 1909)
- 14. Dezember: Hubert Theophil Simar, deutscher Erzbischof des Erzbistums Köln († 1902)
- 17. Dezember: Alexander Emanuel Agassiz, schweizerisch-US-amerikanischer Geologe und Anatom († 1910)
- 18. Dezember: Lyman Abbott, US-amerikanischer Religionsphilosoph († 1922)
- 19. Dezember: Karl Elwin Anker, preußischer Generalmajor († 1915)
- 25. Dezember: Franz Sales Ehrlich, österreichischer Orgelbauer († 1883)
- 28. Dezember: William E. Chandler, US-amerikanischer Politiker († 1917)

### Genaues Geburtsdatum unbekannt
- Sakurama Banma, japanischer Nō-Schauspieler († 1917)
- Fanny Simonsen, australische Sängerin und Musikpädagogin († 1896)

## Gestorben

### Erstes Halbjahr
- 01. Januar: Emil Ludwig Philipp Schröder, deutscher evangelischer Geistlicher und Jugendschriftsteller (* 1764)
- 02. Januar: August Friedrich Ernst Langbein, deutscher Dichter und Schriftsteller (* 1757)
- 03. Januar: Johann Melchior Kubli, Schweizer Politiker (* 1750)
- 03. Januar: Reginal Pole-Carew, britischer Politiker (* 1753)
- 11. Januar: Juan Ruiz de Apodaca, spanischer Offizier, Gouverneur von Kuba und Vizekönig von Neuspanien (* 1754)
- 12. Januar: Christian Wurm, Polizeikommissär der Stadt Nürnberg 1806 bis 1818 (* 1771)
- 13. Januar: Karl Gottfried Erdmann, deutscher Mediziner und Botaniker (* 1774)
- 15. Januar: Thérésia Cabarrus, französische Kurtisane, bekannt als Madame Tallien (* 1773)
- 04. Februar: Wade Hampton, US-amerikanischer General, Politiker und Pflanzer (* 1754)
- 06. Februar: Cayetano Valdés, spanischer Marineoffizier, Politiker und Regent (* 1767)
- 07. Februar: Diderich Hegermann, erster norwegischer Kriegsminister (* 1763)
- 08. Februar: Catherine Josephine Duchesnois, französische Schauspielerin (* 1777)
- 08. Februar: Baron Guillaume Dupuytren, französischer Mediziner und Chirurg (* 1777)
- 15. Februar: Manuel de Arzú y Delgado de Nájera, nicaraguanischer Politiker (* 1775)

Sarkophag von Kaiser Franz II./I. in der Kapuzinergruft; sein Herz wurde getrennt bestattet und befindet sich in der Loretokapelle der Wiener Augustinerkirche.

- 02. März: Franz II. Joseph Karl, Kaiser des Heiligen Römischen Reiches und Kaiser von Österreich (* 1768)
- 15. März: Samuel Dinsmoor, US-amerikanischer Politiker (* 1766)
- 25. März: Friederike Brun, dänische Schriftstellerin (* 1765)
- 26. März: Karl Heinrich von Lang, deutscher Historiker und Publizist (* 1764)
- 28. März: Christian Günther von Bernstorff, dänischer und preußischer Staatsmann (* 1769)
- 28. März: Ernst Konstantin von Schubert, deutscher Jurist und Beamter in Schweden, Schwedisch-Pommern und Preußen (* 1757)
- 29. März: Peter Joseph Glutz-Rüchti, Schweizer Politiker (* 1754)
- 02. April: Anton Viktor Joseph Johann Raimund, Erzherzog von Österreich (* 1779)
- 07. April: James Brown, US-amerikanischer Politiker (* 1766)
- 08. April: Wilhelm von Humboldt, deutscher Philosoph und Staatsmann (* 1767)
- 14. April: Anna Franziska von Ketteler, letzte Äbtissin im Stift Freckenhorst (* 1755)
- 17. April: Iwan Petrowitsch Martos, russischer Bildhauer (* 1754)
- 23. April: Giovanni Battista Maggi, Schweizer Anwalt, Militär, Politiker, Tessiner Staatsrat und Landammann (* 1775)
- 25. April: Johann August Bruckmann, deutscher Architekt, Geologe, Landbaumeister, Wasserbauingenieur, Sachbuchautor und Erfinder (* 1776)
- 27. April: Albert Gyulay, österreichischer Feldmarschallleutnant (* 1766)
- 02. Mai: Johann Heinrich Ferdinand Autenrieth, Mediziner (* 1772)
- 02. Mai: Chrysologus Heimes, deutscher Franziskanerpater, Organist, Orgelsachverständiger und Komponist (* 1765)
- 03. Mai: José María Gruesso, kolumbianischer Lyriker (* 1779)
- 14. Mai: Johann Protasius von Anstett, russischer Diplomat (* 1766)
- 15. Mai: Pauline Auzou, französische Malerin (* 1775)
- 16. Mai: Elia Interguglielmi, italienischer Maler (* 1746)
- 02. Juni: François-Étienne Kellermann, französischer Kavalleriegeneral (* 1770)
- 17. Juni: Izabella Czartoryska, polnische Schriftstellerin und Kunstsammlerin (* 1743)
- 18. Juni: William Cobbett, englischer Schriftsteller (* 1763)
- 21. Juni: Henri Pyt, Schweizer Wanderprediger (* 1796)
- 24. Juni: Jacques Claude Beugnot, französischer Politiker (* 1761)
- 24. Juni: Andreas Miaoulis, griechischer Admiral (* 1769)
- 24. Juni: Tomás de Zumalacárregui, spanischer General und Anführer der Carlisten (* 1788)

### Zweites Halbjahr
- 06. Juli: John Marshall, US-amerikanischer Jurist und Politiker (* 1755)
- 12. Juli: Benjamin Parke, US-amerikanischer Politiker (* 1777)
- 23. Juli: Johann Gottlob Nathusius, deutscher Kaufmann und Großindustrieller (* 1760)
- 28. Juli: Édouard Adolphe Mortier, Marschall von Frankreich (* 1768)
- 29. Juli: Jean Jacques Antoine Caussin de Perceval, französischer Orientalist (* 1759)
- 02. August: Cornelis Adrianus van Enschut, niederländischer Rechtswissenschaftler (* 1778)
- 02. August: Ferdinand August von Spiegel, Erzbischof des Erzbistums Köln (* 1764)
- 10. August: Claus Schall, dänischer Komponist (* 1757)
- 11. August: Olof Åhlström, schwedischer Komponist (* 1756)
- 15. August: Werner Jasper Andreas von Moltke, dänischer Adliger, Amtmann der Färöer (* 1755)
- 18. August: Friedrich Stromeyer, deutscher Chemiker (* 1776)
- 22. August: Marianne Lang, deutsche Schauspielerin und Opernsängerin (* 1764)
- 30. August: William T. Barry, US-amerikanischer Politiker (* 1784)
- 04. September: Albert Jakob Arnoldi, deutscher Theologe und Orientalist (* 1750)
- 10. September: Willie Blount, amerikanischer Politiker, 4. Gouverneur von Tennessee (* 1768)
- 13. September: Karl Adolph Gottlob Schellenberg, deutscher evangelischer Geistlicher und Pädagoge (* 1764)
- 14. September: Alexander McDonnell, irischer Schachmeister (* 1798)
- 23. September: Georg Adlersparre, schwedischer General, Politiker und Schriftsteller (* 1760)
- 23. September: Vincenzo Bellini, italienischer Komponist (* 1801)
- 24. September: John Pitt, 2. Earl of Chatham, britischer Offizier und Politiker (* 1756)
- 28. September: Benjamin Ames, US-amerikanischer Politiker (* 1778)
- 30. September: Stephen Mix Mitchell, US-amerikanischer Politiker (* 1743)
- 04. Oktober: Ernst Christian Wilhelm Ackermann, Weimarer Staatsbeamter und Schriftsteller (* 1761)
- 04. Oktober: Antoine Louis Decrest de Saint-Germain, französischer General (* 1761)
- 06. Oktober: Pawel Petrowitsch Sokolow, russischer Bildhauer (* 1764)
- 07. Oktober: Charles Tait, US-amerikanischer Politiker (* 1768)
- 19. Oktober: Wilhelm Julius Ludwig von Schubert, deutscher Jurist und Regierungsbeamter (* 1755)
- 22. Oktober: Wilhelm Gustav Friedrich Bentinck, deutscher Reichsgraf (* 1762)
- 06. November: Ignaz Schuster, österreichischer Schauspieler und Komponist (* 1779)
- 09. November: José Ignacio de Gorriti, argentinischer Politiker und General des Unabhängigkeitskrieges (* 1770)
- 11. November: Johan Herman Mankel, schwedischer Organist, Komponist und Musikpädagoge (* 1793)
- 16. November: Louis Jean Jacques Angely, deutscher Lustspieldichter, Schauspieler und Regisseur (* 1787)
- 19. November: Gottschalk Mayer, Hoffaktor, Unternehmer und Gutsbesitzer in Mannheim (* 1761)
- 19. November: Abraham Mendelssohn Bartholdy, deutscher Bankier und Kulturförderer (* 1776)
- 20. November: Joseph von Baader, deutscher Ingenieur (* 1763)
- 21. November: Hanaoka Seishū, japanischer Chirurg (* 1760)
- 23. November: Erwin Speckter, deutscher Maler (* 1806)
- 28. November: Katharina von Württemberg, Königin von Westphalen (* 1783)
- 28. November: Marcus Warschauer, deutscher Bankier (* 1777)
- 05. Dezember: August von Platen-Hallermünde, deutscher Dichter (* 1796)
- 06. Dezember: Nathan Smith, US-amerikanischer Politiker (* 1770)
- 06. Dezember: George Philip Reinagle, englischer Marinemaler (* 1802)
- 17. Dezember: Pierre-Louis Roederer, französischer Staatsmann, Offizier der Ehrenlegion (* 1754)
- 18. Dezember: Friedrich Starke, deutscher Hornist, Kapellmeister und Komponist (* 1774)
- 22. Dezember: Franz von Paula Schrank, deutscher Botaniker, Insektenforscher und Jesuit (* 1747)
- 23. Dezember: Albrecht Rengger, Schweizer Arzt und Politiker (* 1764)
- 25. Dezember: Friedrich Vieweg, deutscher Verleger, Gründer des Vieweg Verlags (* 1761)
- 26. Dezember: Joseph Sonnleithner, österreichischer Librettist, Theaterleiter und Archivar (* 1766)
- 28. Dezember: Johann Arzberger, österreichischer Techniker und Wissenschaftler (* 1778)
- 28. Dezember: James Findlay, US-amerikanischer Politiker (* 1770)
- 29. Dezember: Heinrich August Schott, deutscher lutherischer Theologe (* 1780)

### Genaues Todesdatum unbekannt
- Black Jack Anderson, amerikanisch-australischer Pirat
- Johann Georg Ludwig Brakebusch, deutscher lutherischer Theologe und Schriftsteller der Aufklärung (* 1768)
- Bernard Václav Štiasný, tschechischer Cellist und Komponist (* 1760)